# Sletsenschieten
Sletsenschieten (ook sletsjenschieten, slatsjenschieten of savatteschieten genoemd) is een sport waarbij de deelnemer een slets aan een van beide voeten draagt en die vervolgens zo ver mogelijk probeert te schoppen.

## Competitie
De belangrijkste evenementen zijn het Belgisch Kampioenschap Savatteschieten en het Oost-Vlaams Kampioenschap Slatsjenschieten. Het BK Savatteschieten vindt jaarlijks plaats aan café ’t Schuttershof in de Markekerkstraat te Marke waar het op 1 september 2024 voor de twaalfde keer werd georganiseerd en ongeveer 200 deelnemers trok. Het Oost-Vlaams Kampioenschap wordt door Ros Donckstraat VZW georganiseerd in Dendermonde.

### Records
Op zondag 3 september 2017 vestigde Thomas Vandeneynde op het Belgisch Kampioenschap in Marke met 36,65 meter een record dat jaren zou standhouden. In september 2024 werd dit record verbroken door Ward Honoré met een afstand van 38,09 meter.
Het Oost-Vlaams provinciaal record staat sinds oktober 2024 op naam van Dimitry Testard met 32,19 meter.